# Nimrod (twierdza)
Nimrod (hebr.: מבצר נמרוד, Miwcar Nimrod; arab. al-Subeiba Qala’at, Kal’at al-Subeiba lub al-Subayba lub Qala’at Namrud, „zamek na wielkim urwisku”) – średniowieczna twierdza w północnej części Wzgórz Golan, na grzbiecie sięgającym około 800 m n.p.m. Jest ozdobą stoków pasma górskiego Antylibanu. Rozciąga się z niego widok na całą Dolinę Hula aż po Jezioro Galilejskie oraz na szczyt Hermon wznoszący się na północy pasma.
Według badań archeologicznych zamek został zbudowany po raz pierwszy w okresie hellenistycznym (do 30 roku n.e.) lub okresie bizantyjskim (IV do VII wieku n.e.).

## Nazwa i legendy
Żydzi nazywali ją Nimrod od jednej z biblijnych postaci – potomka Noego, który zgodnie z tradycją mieszkał na szczycie: Kusz zaś zrodził Nimroda, który był pierwszym mocarzem na ziemi. Był on też najsławniejszym na ziemi myśliwym. Stąd powstało przysłowie: „Dzielny jak Nimrod, najsławniejszy na ziemi myśliwy” (Księga Rodzaju 10:8-9).
Z nazwą związane są dwie legendy. Jedna opowiada o wielkim myśliwym Nimrodzie, który w tym miejscu ukarał Allaha wkładając mu do głowy komara i doprowadzając go tym samym do szaleństwa. Inna legenda mówi, że Nimrod zbudował tu zamek i za pomocą swej długiej ręki wyciągał wodę z Banias.

## Budowa
Twierdza Nimrod jest jedną z największych i najbardziej imponujących fortec na terenie Izraela, która przetrwała od średniowiecza. Została wzniesiona, by kontrolować jedną z głównych dróg tego regionu prowadzącą z Tyru nad Morzem Śródziemnym, poprzez dolinę Hula i Banias do Damaszku. Twierdza swą długą, wąską strukturą została idealnie dopasowana do warunków topograficznych. Praktycznie ze wszystkich stron jest otoczona stromymi urwiskami, a jednak posiada trzy bramy dwie na południu i jedną na zachodzie. Składa się m.in. z donżonu i dziedzińca. Cały kompleks twierdzy liczy 420 m długości i 150 m szerokości i jest zbudowany z dużych, starannie ociosanych kamieni. Wzdłuż murów postawiono liczne prostokątne i półokrągłe wieże, kryte zaostrzonymi łukami.

## Historia
W źródłach istnieją rozbieżne opinie co do tego kiedy i przez kogo została zbudowana twierdza Nimrod: krzyżowców czy Ajjubidów.
Część historyków identyfikuje fortecę jako cytadelę pobliskiego miasta krzyżowców – Banias, wzmiankowaną w kronikach z XII w. W 1129 roku sekta asasynów oddała Banias królowi Baldwinowi II, który powierzył miasto Rejnierowi z Brus. Rejnier zdecydował się na zbudowanie fortecy, mimo że nie miała ona wpływu na bezpieczeństwo miasta. W 1132 roku miasto zdobyli Damasceńczycy, ale już pięć lat później utracili je na korzyść Zengiego, atabega Mosulu i Aleppo, zdecydowanego zostać władcą Damaszku. Ponieważ stanowił on zagrożenie także dla krzyżowców, dlatego 1139 roku połączone siły krzyżowców i Damasceńczyków odbiły miasto. W 1154 roku do zamku przybyli Joannici, którzy rozbudowali fortecę. Jesienią 1164 roku nastąpił atak Nur ad-Dina, który kilka lat wcześniej przejął władzę nad Damaszkiem. Twierdza Nimrod nie miała wystarczających sił zbrojnych, aby powstrzymać atak i uległ w walce. Twierdza w następnych latach została umocniona. Dwie próby odbicia twierdzy Nimrod przez krzyżowców w latach 1174 i 1253 nie udały się.
Według innych źródeł (ta wersja jest obecnie prezentowana w miejscowych przewodnikach), twierdza została wybudowana około 1229 przez sułtana Al-Aziz Usmana, siostrzeńca Saladyna i młodszego syna Al-Adila, aby zapobiec wszelkim próbom dotarcia krzyżowców do Damaszku podczas VI wyprawy krzyżowej. W 1230 została rozbudowana obejmując całe wzgórze. Po 1260 roku sułtan Bajbars wzmocnił ją i dodał większe wieże. Zamek otrzymał Bilik, jeden z dowódców Bajbarsa. Nowy gubernator rozpoczął szeroką działalność budowlaną. Kiedy budowa została zakończona, Bilik uwiecznił swoje dzieło i wielbił imię sułtana 1275 napisami. Po śmierci Bajbarsa, jego syn zlecił zamordowanie Bilika, obawiając się jego potęgi.
Pod koniec XIII wieku, po podboju Akki i końcu panowania krzyżowców w Ziemi Świętej, twierdza straciła znaczenie strategiczne i popadła w ruinę. Po podboju tych ziem przez Turków Osmańskich w 1517, twierdzy używano jako luksusowego więzienia dla szlachty osmańskiej, zsyłanej do Palestyny. Twierdza została opuszczona pod koniec XVI wieku i tylko lokalni pasterze i ich stada od czasu do czasu gościli w jej murach. Twierdza została zniszczona przez trzęsienie ziemi w XVIII wieku.

## Stan obecny
Dziś zwiedzający mogą podziwiać odkryte i odrestaurowane części twierdzy. Wchodzi się od strony wschodniej przez sieć „tajnych korytarzy” z krętymi schodami i podziemnymi cysternami na wodę z nadal widocznymi fragmentami pierwotnych tynków. Widać wiele przykładów otworów strzelniczych – specjalnych okien, wąskich na zewnątrz, ale szerokich w środku. Zostały one zaprojektowane specjalnie do strzelania z łuków i kusz, dając obrońcy wewnątrz twierdzy dużo miejsca, a napastnikowi tylko wąską szczelinę jako cel. W centralnej części, która jest dostępna przez drogę wewnątrz twierdzy, znajdują się szczątki donżonu otoczonego przez duże prostokątne wieże. W zachodniej części znajdują się pozostałości najstarszej części zamku – wewnętrznej „twierdzy w twierdzy”, chronionej fosą i mostem zwodzonym.
W 1998 roku odkryto wielki kamień z wykutym wizerunkiem pantery – heraldycznym symbolem Bajbarsa.
W pobliżu znajduje się żydowskie osiedle (moszaw) Nimrod zamieszkiwane przez 6 rodzin i utrzymujące się z turystyki.